# هو دوك فوك
هو دوك فوك (بالفيتناميَّة:Hồ Đức Phớc) (من مواليد 1 نوفمبر 1963) هو سياسي فيتنامي ولديه دكتوراه في الاقتصاد. يشغل حاليًا منصب وزير المالية في فيتنام منذ أبريل 2021. وهو عضو في الجمعية الوطنية الخامسة عشرة لفيتنام. ينتمي هو دوك إلى الحزب الشيوعي الفيتنامي، وهو عضو في اللجنة المركزية للحزب من الدورة الثالثة عشرة. كان يشغل منصب المراجع العام للدولة وأمين لجنة موظفي الحزب التابعة للجنة مراجعة حسابات الدولة.